# France Staub
France Staub (29 de setembro de 1920 — 2 de julho de 2005) foi um ornitólogo, herpetologista, botânico e conservacionista mauriciano. Publicou dois livros, Birds of the Mascarenes and Saint Brandon (1976) e Fauna of Mauritius and Associated Flora (1993), sobre a fauna e flora de Maurício.